# Repúblicas autónomas de la Unión Soviética
Las repúblicas autónomas de la Unión Soviética (RASS) eran entidades administrativas creadas para algunas repúblicas constituyentes. Las RASS tenían un rango menor que las repúblicas de la Unión Soviética pero mayor que los óblasts autónomos y los ókrugs autónomos. En la República Socialista Federativa Soviética de Rusia (RSFS de Rusia), por ejemplo, el secretario general del Gobierno de las RASS eran oficialmente miembros del gobierno de la RSFSR. Al contrario que las Repúblicas de la Unión Soviética, las RASS no tenían derecho a desafiliarse de la Unión. El nivel de autonomía política, administrativa y cultural del que disponían variaba con el tiempo y fue especialmente grande en los años 1920 con la korenización, en los años 1950 tras la muerte de Stalin y en la era Brézhnev.
Las repúblicas autónomas tenían su propia constitución, que reflejaba sus características regionales, de conformidad con la Constitución de la URSS y la constitución de la república de la que formaba parte, y según la Constitución de la URSS, en caso de que una república de la unión votara sobre su salida de la Unión Soviética, las repúblicas autónomas, los óblasts autónomas y los distritos autónomos tenían derecho, mediante referéndum, a decidir de forma independiente si permanecerían en la URSS o se irían con la república de la unión secesionista , así como a plantear la cuestión de su estatus jurídico estatal. Formalmente, el territorio de las repúblicas autónomas no podía modificarse sin su consentimiento, pero esto era sólo una formalidad, y este tipo de resoluciones se adoptaban en el pasado después de decisiones en los organismos gubernamentales federales y republicanos. Las repúblicas autónomas tenían órganos superiores y locales de poder y gestión estatales, su propio Sóviet Supremo y su propio Consejo de Ministros.

## Historia
La primera república autónoma en ser creada fue la RASS de Baskiria en 1920, aún durante la Guerra civil rusa. En 1969, había 20 repúblicas autónomas en la Unión Soviética. En el momento de la disolución de la Unión Soviética, tenían repúblicas autónomas RSS de Azerbaiyán (1), RSS de Georgia (2), RSFS de Rusia (17), RSS de Ucrania (2) y RSS de Uzbekistán (1). A lo largo de su historia también hubo otras repúblicas autónomas que desaparecieron, bien pasando a ser repúblicas plenamente independientes (RSS de Moldavia) o integrándose en otras. Tras disolución de la URSS y la celebración del Tratado Federativo de Rusia el 31 de marzo de 1992, las Repúblicas Autónomas Socialistas Soviéticas, anteriormente parte de la RSFSR, se transformaron en repúblicas dentro de la Federación Rusa. Existen repúblicas autónomas en algunos países postsoviéticos (por ejemplo, la República Autónoma de Najicheván en Azerbaiyán o la República Autónoma de Ayaria en Georgia.

## Lista de repúblicas autónomas
En la tabla siguiente se recogen todas las repúblicas autónomas soviéticas, ordenadas según la república de la Unión a la que pertenecen y por orden cronológico de su fecha de 
establecimiento, organizadas en dos grupos:
- primero, las repúblicas autónomas existentes en el momento de la disolución de la Unión Soviética, con una columna sombreada en azul con una E (existente);
- segundo, las repúblicas autónomas desaparecidas, sombreadas en azul claro.

### RSFS de Rusia
La Constitución de la RSFSR de 1978 reconocía dieciséis repúblicas autónomas en la RSFSR. Su estatus actual (2007) dentro de la Federación de Rusia viene dada entre paréntesis:
| Bandera | Escudo | Inicio    | Fin       | Nombre Oficial                                                 | Nombre común                | Capital       | Superficie (km²) | Población (hab.) | Densidad (hab./km²) | Territorio actual                                       |
| ------- | ------ | --------- | --------- | -------------------------------------------------------------- | --------------------------- | ------------- | ---------------- | ---------------- | ------------------- | ------------------------------------------------------- |
|         |        | 1919      | 1990      | República Autónoma Socialista Soviética de Baskiria            | RASS de Baskiria            | Ufá           |                  |                  |                     | República de Baskortostán (RU)                          |
|         |        | 1920      | 1990      | República Autónoma Socialista Soviética de Tartaristán         | RASS de Tartaristán         | Kazán         |                  |                  |                     | República de Tartaristán (RU)                           |
|         |        | 1921      | 1991      | República Autónoma Socialista Soviética de Daguestán           | RASS de Daguestán           | Majachkalá    |                  |                  |                     | República de Daguestán (RU)                             |
|         |        | 1922      | 1990      | República Autónoma Socialista Soviética de Yakutia             | RASS de Yakutia             | Yakutsk       |                  |                  |                     | República de Sajá (RU)                                  |
|         |        | 1923      | 1990      | República Autónoma Socialista Soviética de Buriatia            | RASS de Buriatia            | Ulán-Udé      |                  |                  |                     | República de Buriatia (RU)                              |
|         |        | 1923 1956 | 1940 1991 | República Autónoma Socialista Soviética de Carelia             | RASS de Carelia             | Petrozavodsk  |                  |                  |                     | República de Carelia (RU)                               |
|         |        | 1925      | 1990      | República Autónoma Socialista Soviética de Chuvasia            | RASS de Chuvasia            | Cheboksary    |                  |                  |                     | República de Chuvasia (RU)                              |
|         |        | 1934      | 1990      | República Autónoma Socialista Soviética de Mordovia            | RASS de Mordovia            | Saransk       |                  |                  |                     | República de Mordovia (RU)                              |
|         |        | 1934      | 1990      | República Autónoma Socialista Soviética de Udmurtia            | RASS de Udmurtia            | Izhevsk       |                  |                  |                     | República de Udmurtia (RU)                              |
|         |        | 1935 1958 | 1943 1990 | República Autónoma Socialista Soviética de Kalmukia            | RASS de Kalmukia            | Elistá        |                  |                  |                     | República de Kalmukia (RU)                              |
|         |        | 1936 1944 | 1957 1990 | República Autónoma Socialista Soviética de Chechenia-Ingusetia | RASS de Chechenia-Ingusetia | Grozni        |                  |                  |                     | República de Chechenia (RU) República de Ingusetia (RU) |
|         |        | 1936 1957 | 1944 1991 | República Autónoma Socialista Soviética de Kabardia-Balkaria   | RASS de Kabardia-Balkaria   | Nálchik       |                  |                  |                     | República de Kabardia-Balkaria (RU)                     |
|         |        | 1936      | 1990      | República Autónoma Socialista Soviética de Komi                | RASS de Komi                | Siktivkar     |                  |                  |                     | República de Komi (RU                                   |
|         |        | 1936      | 1990      | República Autónoma Socialista Soviética de Mari                | RASS de Mari                | Yoshkar-Olá   |                  |                  |                     | República de Mari El (RU)                               |
|         |        | 1936      | 1990      | República Autónoma Socialista Soviética de Osetia del Norte    | RASS de Osetia del Norte    | Ordzhonikidze |                  |                  |                     | República de Osetia del Norte-Alania (RU)               |
|         |        | 1961      | 1992      | República Autónoma Socialista Soviética de Tuvá                | RASS de Tuvá                | Kyzyl         |                  |                  |                     | República de Tuvá (RU)                                  |
|         |        | 1991      | 1991      | República Autónoma Socialista Soviética de Gorno-Altái         | RASS de Gorno-Altái         | Gorno-Altái   |                  |                  |                     | República de Altái (RU)                                 |

Otras repúblicas autónomas que existieron en la RSFSR en algún momento de la historia soviética:
| Bandera                                                                         | Escudo                                                                          | Inicio                                                                          | Fin                                                                             | Nombre                                                                          | Nombre común                                                                    | Capital                                                                         | Superficie (km²)                                                                | % en la URSS                                                                    | Población (hab.)                                                                | Densidad (hab./km²)                                                             |
| Repúblicas autónomas desaparecidas antes de la disolución de la Unión Soviética | Repúblicas autónomas desaparecidas antes de la disolución de la Unión Soviética | Repúblicas autónomas desaparecidas antes de la disolución de la Unión Soviética | Repúblicas autónomas desaparecidas antes de la disolución de la Unión Soviética | Repúblicas autónomas desaparecidas antes de la disolución de la Unión Soviética | Repúblicas autónomas desaparecidas antes de la disolución de la Unión Soviética | Repúblicas autónomas desaparecidas antes de la disolución de la Unión Soviética | Repúblicas autónomas desaparecidas antes de la disolución de la Unión Soviética | Repúblicas autónomas desaparecidas antes de la disolución de la Unión Soviética | Repúblicas autónomas desaparecidas antes de la disolución de la Unión Soviética | Repúblicas autónomas desaparecidas antes de la disolución de la Unión Soviética |
| ------------------------------------------------------------------------------- | ------------------------------------------------------------------------------- | ------------------------------------------------------------------------------- | ------------------------------------------------------------------------------- | ------------------------------------------------------------------------------- | ------------------------------------------------------------------------------- | ------------------------------------------------------------------------------- | ------------------------------------------------------------------------------- | ------------------------------------------------------------------------------- | ------------------------------------------------------------------------------- | ------------------------------------------------------------------------------- |
|                                                                                 |                                                                                 | 1918                                                                            | 1924                                                                            | República Autónoma Socialista Soviética del Turkestán                           | RASS del Turkestán                                                              | Frunze                                                                          |                                                                                 |                                                                                 |                                                                                 |                                                                                 |
|                                                                                 |                                                                                 | 1918                                                                            | 1941                                                                            | República Autónoma Socialista Soviética de los Alemanes del Volga               | RASS de los Alemanes del Volga                                                  | Engels                                                                          |                                                                                 |                                                                                 |                                                                                 |                                                                                 |
|                                                                                 |                                                                                 | 1920                                                                            | 1936                                                                            | República Autónoma Socialista Soviética de Kazajistán                           | RASS de Kazajistán                                                              | Almatý                                                                          |                                                                                 |                                                                                 |                                                                                 |                                                                                 |
|                                                                                 |                                                                                 | 1921                                                                            | 1924                                                                            | República Autónoma Socialista Soviética de la Montaña                           | RASS de la Montaña                                                              | Vladikavkaz                                                                     |                                                                                 |                                                                                 |                                                                                 |                                                                                 |
|                                                                                 |                                                                                 | 1921                                                                            | 1945                                                                            | República Autónoma Socialista Soviética de Crimea                               | RASS de Crimea                                                                  | Simferópol                                                                      |                                                                                 |                                                                                 |                                                                                 |                                                                                 |
|                                                                                 |                                                                                 | 1926                                                                            | 1936                                                                            | República Autónoma Socialista Soviética de Kirguistán                           | RASS de Kirguistán                                                              | Piskek                                                                          |                                                                                 |                                                                                 |                                                                                 |                                                                                 |
|                                                                                 |                                                                                 | 1936                                                                            | 1944                                                                            | República Autónoma Socialista Soviética de Kabardia                             | RASS de Kabardia                                                                | Nálchik                                                                         |                                                                                 |                                                                                 |                                                                                 |                                                                                 |

### RSS de Georgia
| Bandera | Escudo | Inicio | Fin  | Nombre Oficial                                     | Nombre común    | Capital | Superficie (km²) | Población (hab.) | Densidad (hab./km²) | Territorio actual |
| ------- | ------ | ------ | ---- | -------------------------------------------------- | --------------- | ------- | ---------------- | ---------------- | ------------------- | ----------------- |
|         |        | 1921   | 1990 | República Autónoma Socialista Soviética de Ayaria  | RASS de Ayaria  | Batum   |                  |                  |                     | Ayaria (GEO)      |
|         |        | 1931   | 1990 | República Autónoma Socialista Soviética de Abjasia | RASS de Abjasia | Sujumi  |                  |                  |                     | Abjasia (GEO)     |

### RSS de Azerbaiyán
| Bandera | Escudo | Inicio | Fin  | Nombre Oficial                                        | Nombre común       | Capital    | Superficie (km²) | Población (hab.) | Densidad (hab./km²) | Territorio actual                      |
| ------- | ------ | ------ | ---- | ----------------------------------------------------- | ------------------ | ---------- | ---------------- | ---------------- | ------------------- | -------------------------------------- |
|         |        | 1924   | 1990 | República Autónoma Socialista Soviética de Najicheván | RASS de Najicheván | Najicheván |                  |                  |                     | República Autónoma de Najicheván (AZE) |

### RSS de Uzbekistán
| Bandera | Escudo | Inicio | Fin  | Nombre Oficial                                          | Nombre común         | Capital | Superficie (km²) | Población (hab.) | Densidad (hab./km²) | Territorio actual  |
| ------- | ------ | ------ | ---- | ------------------------------------------------------- | -------------------- | ------- | ---------------- | ---------------- | ------------------- | ------------------ |
|         |        | 1932   | 1992 | República Autónoma Socialista Soviética de Karakalpakia | RASS de Karakalpakia | Nukus   |                  |                  |                     | Karakalpakia (UZB) |

| Bandera                                                                         | Escudo                                                                          | Inicio                                                                          | Fin                                                                             | Nombre                                                                          | Nombre común                                                                    | Capital                                                                         | Superficie (km²)                                                                | % en la URSS                                                                    | Población (hab.)                                                                | Densidad (hab./km²)                                                             |
| Repúblicas autónomas desaparecidas antes de la disolución de la Unión Soviética | Repúblicas autónomas desaparecidas antes de la disolución de la Unión Soviética | Repúblicas autónomas desaparecidas antes de la disolución de la Unión Soviética | Repúblicas autónomas desaparecidas antes de la disolución de la Unión Soviética | Repúblicas autónomas desaparecidas antes de la disolución de la Unión Soviética | Repúblicas autónomas desaparecidas antes de la disolución de la Unión Soviética | Repúblicas autónomas desaparecidas antes de la disolución de la Unión Soviética | Repúblicas autónomas desaparecidas antes de la disolución de la Unión Soviética | Repúblicas autónomas desaparecidas antes de la disolución de la Unión Soviética | Repúblicas autónomas desaparecidas antes de la disolución de la Unión Soviética | Repúblicas autónomas desaparecidas antes de la disolución de la Unión Soviética |
| ------------------------------------------------------------------------------- | ------------------------------------------------------------------------------- | ------------------------------------------------------------------------------- | ------------------------------------------------------------------------------- | ------------------------------------------------------------------------------- | ------------------------------------------------------------------------------- | ------------------------------------------------------------------------------- | ------------------------------------------------------------------------------- | ------------------------------------------------------------------------------- | ------------------------------------------------------------------------------- | ------------------------------------------------------------------------------- |
|                                                                                 |                                                                                 | 1924                                                                            | 1929                                                                            | República Autónoma Socialista Soviética de Tayikistán                           | RASS de Tayikistán                                                              | Dusambé                                                                         |                                                                                 |                                                                                 |                                                                                 |                                                                                 |

### RSS de Ucrania
| Bandera | Escudo | Inicio | Fin  | Nombre Oficial                                    | Nombre común   | Capital    | Superficie (km²) | Población (hab.) | Densidad (hab./km²) | Territorio posterior               |
| ------- | ------ | ------ | ---- | ------------------------------------------------- | -------------- | ---------- | ---------------- | ---------------- | ------------------- | ---------------------------------- |
|         |        | 1991   | 1991 | República Autónoma Socialista Soviética de Crimea | RASS de Crimea | Simferópol |                  |                  |                     | República Autónoma de Crimea (UKR) |

| Bandera                                                                         | Escudo                                                                          | Inicio                                                                          | Fin                                                                             | Nombre                                                                          | Nombre común                                                                    | Capital                                                                         | Superficie (km²)                                                                | % en la URSS                                                                    | Población (hab.)                                                                | Densidad (hab./km²)                                                             |
| Repúblicas autónomas desaparecidas antes de la disolución de la Unión Soviética | Repúblicas autónomas desaparecidas antes de la disolución de la Unión Soviética | Repúblicas autónomas desaparecidas antes de la disolución de la Unión Soviética | Repúblicas autónomas desaparecidas antes de la disolución de la Unión Soviética | Repúblicas autónomas desaparecidas antes de la disolución de la Unión Soviética | Repúblicas autónomas desaparecidas antes de la disolución de la Unión Soviética | Repúblicas autónomas desaparecidas antes de la disolución de la Unión Soviética | Repúblicas autónomas desaparecidas antes de la disolución de la Unión Soviética | Repúblicas autónomas desaparecidas antes de la disolución de la Unión Soviética | Repúblicas autónomas desaparecidas antes de la disolución de la Unión Soviética | Repúblicas autónomas desaparecidas antes de la disolución de la Unión Soviética |
| ------------------------------------------------------------------------------- | ------------------------------------------------------------------------------- | ------------------------------------------------------------------------------- | ------------------------------------------------------------------------------- | ------------------------------------------------------------------------------- | ------------------------------------------------------------------------------- | ------------------------------------------------------------------------------- | ------------------------------------------------------------------------------- | ------------------------------------------------------------------------------- | ------------------------------------------------------------------------------- | ------------------------------------------------------------------------------- |
|                                                                                 |                                                                                 | 1924                                                                            | 1940                                                                            | República Autónoma Socialista Soviética de Moldavia                             | RASS de Ucrania                                                                 | Chisináu, Balta y Tiráspol                                                      |                                                                                 |                                                                                 |                                                                                 |                                                                                 |